# Das Nachtlager in Granada

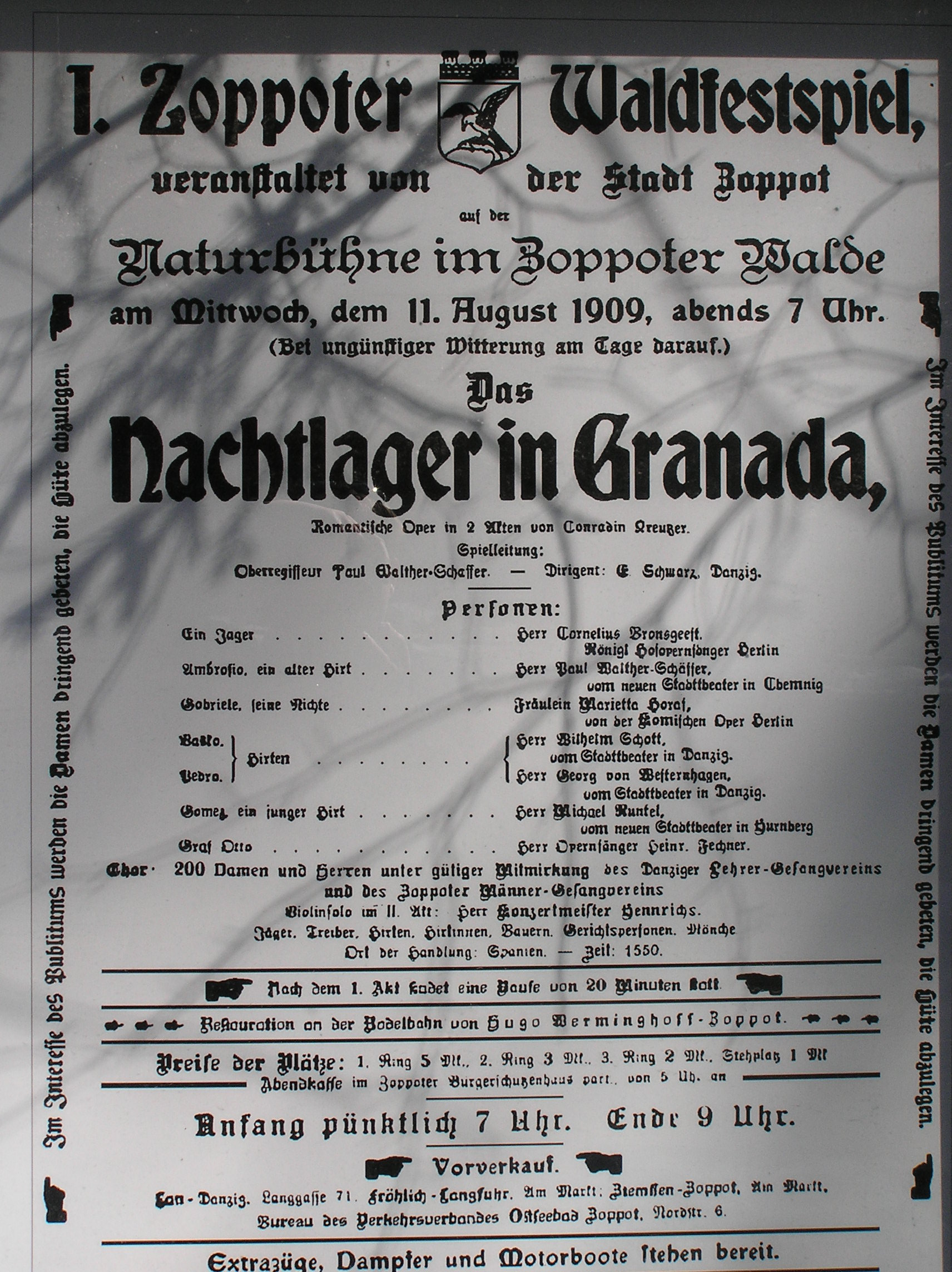
Theaterzettel zur Eröffnung des 1. Zoppoter Waldfestspiels, Naturbühne im Zoppoter Walde, Pommern (1909)

Das Nachtlager in Granada ist eine Oper in zwei Akten von Conradin Kreutzer (1780–1849). Das Libretto stammt von Karl Johann Braun Ritter von Braunthal (1802–1866) und ist eine Bearbeitung nach dem Schauspiel Das Nachtlager von Granada (1818) von Johann Friedrich Kind. Die Handlung basiert auf einer Sage, nach der der spätere Kaiser Maximilian II. einmal bei einer Jagd in einer Hütte bei Granada übernachtet habe, wo er ermordet werden sollte, jedoch gerettet wurde.

## Handlung
Die Oper spielt bei Granada in Spanien zur Mitte des 16. Jahrhunderts.

### Erster Akt
Bild: Bergtal bei Granada, im Hintergrund ein halb verfallenes Schloss
Die junge hübsche Gabriele lebt als Waise in der Obhut ihres Onkels und Vormunds, des alten Hirten Ambrosio. Dieser hat sie dem wohlhabenden Hirten Vasco zur Frau versprochen, um ihr ein wirtschaftlich sorgenfreies Leben zu sichern, aber Gabriele liebt den ärmeren Gomez. Von ihm hat sie kürzlich ein Täubchen geschenkt bekommen, das sie immer an ihren Geliebten erinnert. Sie ist deshalb auch tief betrübt, nachdem ihr Lieblingstier von einem Adler entrissen worden ist.
Gomez versucht, seine Geliebte zu trösten. Ihm ist zu Ohren gekommen, der Prinzregent halte sich in der Nähe auf, um zu jagen. Er will ihn aufsuchen, um ihn zum Fürsprecher für seine Vermählung mit Gabriele zu bekommen. Kaum hat er sich entfernt, taucht ein unbekannter Jäger auf, der vorgibt, er sei ein Schütz in des Regenten Sold. Weil er zur Freude Gabrieles deren geliebtes Täubchen mitbringt, vertraut sie sich ihm an, indem sie ihm von ihrem Liebeskummer erzählt. Der Jäger versichert ihr, er werde beim Prinzregenten ein gutes Wort für sie einlegen.
Gabrieles Verlobter Vasco, ihr Onkel Ambrosio und der Hirte Pedro kommen hinzu. Sie sind überrascht, wie vertraulich sich Gabriele mit dem fremden Jäger unterhält. Vasco packt die Eifersucht. Obwohl er dem Jäger seine Abneigung ganz offen zu erkennen gibt, bittet dieser um einen Platz für ein Nachtlager. Er bezahlt dafür auch gleich im Voraus mit einigen Goldmünzen.
Vasco, der den Jäger für einen heimlichen Rivalen hält, hegt den Plan, ihn gemeinsam mit Ambrosio und Pedro im Schlaf zu überfallen, zu ermorden und ihm den Rest seiner Habe abzunehmen.

### Zweiter Akt
Bild: Im Innern des halb verfallenen Schlosses
Der fremde Jäger hat einen Platz für sein Nachtlager gefunden, nichts ahnend, dass die drei hinterhältigen Hirten nur darauf warten, bis er eingeschlafen ist. Gabriele hat ein ungutes Gefühl: Eine innere Stimme sagt ihr, dass der Jäger in Gefahr ist. Sie sucht ihn im Schloss auf und weckt ihn. Als die Verschwörer nahen, zieht der Jäger seinen Degen und stellt sich den dreien furchtlos entgegen. Dabei lüftet er sein Inkognito und erklärt, er selbst sei der Prinzregent. Während der alte Ambrosio und Pedro die Flucht ergreifen, tritt Vasco hasserfüllt dem Prinzen entgegen. Es kommt zum Kampf. Vasco zieht den Kürzeren und wird tödlich verwundet.
Hörner künden das Jagdgefolge des Prinzen an. Inmitten derer befindet sich auch Gomez, Gabrieles Geliebter. Dem Lieto fine steht nun nichts mehr im Wege: Gabriele und Gomez sinken sich in die Arme. Der Prinzregent gibt ihnen seinen Segen. Der alte Ambrosio und Pedro sind froh darüber, dass der Prinz sie nicht der Strafverfolgung übergeben will.

## Rollen und Darsteller in der ersten und zweiten Fassung
| Rolle/Funktion                                       | Stimmlage | UA, Theater in der Josefstadt, 13. Januar 1834 | EA, Theater am Kärntnertor, 9. März 1837 |
| ---------------------------------------------------- | --------- | ---------------------------------------------- | ---------------------------------------- |
| Dirigent                                             |           | Conradin Kreutzer                              | Conradin Kreutzer                        |
| Dekorationen                                         |           | Hermann Neefe                                  | Millitz                                  |
| Gabriele, Ambrosios Nichte                           | Sopran    | Anna Segatta                                   | Löwe                                     |
| Gomez, ein junger Hirte                              | Tenor     | Joseph Emminger                                | Franz Wild                               |
| Ein Jäger                                            | Bariton   | Carl Joseph Pöck                               | Johann Karl Schoberlechner               |
| Graf Otto, ein deutscher Ritter                      | Bass      | Brava                                          | Wirsing                                  |
| Vasco, ein Hirte                                     | Tenor     | K. Rott                                        | Just                                     |
| Pedro, ein Hirte                                     | Bass      | Koch                                           | Amerlahn                                 |
| Ambrosio, ein alter Hirte                            | Bass      | Borschitzky                                    | Walther                                  |
| Ein Alcalde                                          | Bariton   | Joseph Preisinger                              |                                          |
| Höflinge, Jäger, Hirten, Hirtinnen, Gerichtspersonen |           |                                                |                                          |

## Geschichte
Die Oper entstand im Sommer 1833 in Weißöhlhütten bei Olmütz, wo Kreutzer in Sommermonaten oft auf dem Landgut des Vaters seiner zweiten Frau Anna Speil von Ostheim weilte. Die Uraufführung der ersten Fassung mit gesprochenen Dialogen fand am 13. Januar 1834 im Theater in der Josefstadt in Wien statt. Eine zweite Fassung, in der an die Stelle der Dialoge komponierte Rezitative traten, wurde am 9. März 1837 im Kärntnertortheater in Wien uraufgeführt.

## Musik
- Schon gegen Ende der Ouvertüre erklingt in den Hörnern eine populäre Melodie: Offenkundig hat der Komponist des Volkslieds Gehn m’r weng ’rüber, gehn m’r weng ’rüber, gehn m’r weng ’rüber zum Schmied seiner Frau (Thüringen, 19. Jahrhundert) bei Conradin Kreutzer eine Anleihe genommen.
- Romanze des Jägers Ein Schütz bin ich in des Regenten Sold
- Finale des ersten Aktes mit dem berühmten und noch heute von vielen gemischten Chören gesungenen Abendgebet Schon die Abendglocken klangen
- Szene und Arie des Prinzregenten im zweiten Akt: Fürwahr, es ist ein Abenteuer, das mir je mehr und mehr gefällt!
- Ensembleszene im Finale des zweiten Aktes

## Gesamtaufnahmen
1977 Karl Etti – Arnold Schönberg Chor, Akademischer Orchester-Verein Wien – Preiser Records – SPR 3271-2
- Ladislav Illavsky – Jäger
- Anita Ammersfeld – Gabriele
- Wolfgang Fassler – Gomez
- Kurt Ruzicka – Ambrosio
- Gerd Fussi – Vasco
- Wolfgang Kandutsch – Pedro

1992 Helmuth Froschauer; Kölner Rundfunkchor, Kölner Rundfunkorchester – Capriccio 60 029-2
- Hermann Prey – Jäger
- Regina Klepper – Gabriele
- Michael Pabst – Gomez
- Martin Blasius – Ambrosio
- Wolf Matthias Friedrich – Vasco
- Cornelius Hauptmann – Pedro